# Marc Rosset
Marc Rosset (Ginebra, 7 de novembre de 1970) és un tennista suís retirat.
En el seu palmarès consten quinze títols individuals i vuit de dobles masculins. El seu èxit més destacat va ser el Roland Garros l'any 1992 en la prova de dobles masculins junt al seu compatriota Jakob Hlasek. Un altre èxit va ser la medalla d'or en els Jocs Olímpics de Barcelona 1992 en la prova individual masculina.

## Torneigs de Grand Slam

### Dobles masculins: 1 (1−0)
| Resultat  | Núm. | Any  | Torneig       | Parella      | Oponents                     | Marcador            |
| --------- | ---- | ---- | ------------- | ------------ | ---------------------------- | ------------------- |
| Guanyador | 1.   | 2019 | Roland Garros | Jakob Hlasek | David Adams Andrei Olhovskiy | 7−6(4), 6−7(3), 7−5 |

## Jocs Olímpics

### Individual
| Any  | Campionat                         | Oponent      | Resultat                   |
| ---- | --------------------------------- | ------------ | -------------------------- |
| 1992 | Jocs Olímpics, Barcelona, Espanya | Jordi Arrese | 6−7(2), 4−6, 6−3, 6−4, 6−8 |

## Palmarès

### Individual: 23 (15−8)
| Llegenda (pre/post 2009)                                 |
| -------------------------------------------------------- |
| Grand Slams (0−0)                                        |
| Jocs Olímpics Or (1)                                     |
| Tennis Masters Cup / ATP Finals (0−0)                    |
| ATP Masters Series / ATP World Tour Masters 1000 (0−1)   |
| ATP International Series Gold / ATP World Tour 500 (2−3) |
| ATP International Series / ATP World Tour 250 (12−4)     |

| Títols per superfície |
| --------------------- |
| Dura (4−3)            |
| Gespa (1−0)           |
| Terra batuda (3−2)    |
| Moqueta (7−3)         |

| Resultat  | Núm. | Data                   | Torneig                           | Superfície   | Oponent                | Marcador                   |
| --------- | ---- | ---------------------- | --------------------------------- | ------------ | ---------------------- | -------------------------- |
| Guanyador | 1.   | 11 de setembre de 1989 | Ginebra, Suïssa                   | Terra batuda | Guillermo Pérez Roldán | 6−4, 7−5                   |
| Finalista | 1.   | 30 d'abril de 1990     | Madrid, Espanya                   | Terra batuda | Andrés Gómez           | 3−6, 6−7(3)                |
| Finalista | 2.   | 21 de maig de 1990     | Bolonya, Itàlia                   | Terra batuda | Richard Fromberg       | 6−4, 4−6, 6−7(5)           |
| Guanyador | 2.   | 15 d'octubre de 1990   | Lió, França                       | Moqueta      | Mats Wilander          | 6−3, 6−2                   |
| Guanyador | 3.   | 28 de juliol de 1992   | Jocs Olímpics, Barcelona, Espanya | Terra batuda | Jordi Arrese           | 6−7(2), 4−6, 6−3, 6−4, 6−8 |
| Guanyador | 4.   | 9 de novembre de 1992  | Moscou, Rússia                    | Moqueta (i)  | Carl Uwe Steeb         | 6−3, 6−2                   |
| Guanyador | 5.   | 1 de febrer de 1993    | Marsella, França                  | Moqueta (i)  | Jan Siemerink          | 6−2, 7−6(1)                |
| Guanyador | 6.   | 23 d'agost de 1993     | Long Island, Estats Units         | Dura         | Michael Chang          | 6−4, 3−6, 6−1              |
| Guanyador | 7.   | 8 de novembre de 1993  | Moscou (2)                        | Moqueta (i)  | Patrik Kühnen          | 6−4, 6−3                   |
| Guanyador | 8.   | 31 de gener de 1994    | Marsella (2)                      | Moqueta (i)  | Arnaud Boetsch         | 7−6(6), 7−6(4)             |
| Finalista | 3.   | 15 d'agost de 1994     | New Haven, Estats Units           | Dura         | Boris Becker           | 3−6, 5−7                   |
| Guanyador | 9.   | 17 d'octubre de 1994   | Lió (2)                           | Moqueta (i)  | Jim Courier            | 6−4, 7−6(2)                |
| Finalista | 4.   | 31 d'octubre de 1994   | París, França                     | Moqueta (i)  | Andre Agassi           | 3−6, 3−6, 6−4, 5−7         |
| Guanyador | 10.  | 17 d'abril de 1995     | Niça, França                      | Terra batuda | Ievgueni Kàfelnikov    | 6−4, 6−0                   |
| Guanyador | 11.  | 19 de juny de 1995     | Halle, Alemanya                   | Gespa        | Michael Stich          | 3−6, 7−6(11), 7−6(8)       |
| Finalista | 5.   | 26 de febrer de 1996   | Milà, Itàlia                      | Moqueta (i)  | Goran Ivanišević       | 3−6, 6−7(3)                |
| Guanyador | 12.  | 17 de febrer de 1997   | Anvers, Bèlgica                   | Dura (i)     | Tim Henman             | 6−2, 7−5, 6−4              |
| Finalista | 6.   | 8 de setembre de 1997  | Taixkent, Uzbekistan              | Dura         | Tim Henman             | 6−7(2), 4−6                |
| Finalista | 7.   | 9 de febrer de 1998    | Sant Petersburg, Rússia           | Moqueta (i)  | Richard Krajicek       | 4−6, 6−7(5)                |
| Finalista | 8.   | 16 de febrer de 1998   | Anvers                            | Dura         | Greg Rusedski          | 6−7(3), 6−3, 1−6, 4−6      |
| Guanyador | 13.  | 8 de febrer de 1999    | Sant Petersburg                   | Moqueta (i)  | David Prinosil         | 6−3, 6−4                   |
| Guanyador | 14.  | 7 de febrer de 2000    | Marsella (3)                      | Moqueta (i)  | Roger Federer          | 2−6, 6−3, 7−6(5)           |
| Guanyador | 15.  | 21 de febrer de 2000   | Londres, Regne Unit               | Dura (i)     | Ievgueni Kàfelnikov    | 6−4, 6−4                   |

### Dobles masculins: 11 (8−3)
| Llegenda (pre/post 2009)                                 |
| -------------------------------------------------------- |
| Grand Slams (1−0)                                        |
| Tennis Masters Cup / ATP Finals (0−0)                    |
| ATP Masters Series / ATP World Tour Masters 1000 (1−0)   |
| ATP International Series Gold / ATP World Tour 500 (0−0) |
| ATP International Series / ATP World Tour 250 (6−3)      |

| Títols per superfície |
| --------------------- |
| Dura (2−0)            |
| Gespa (0−0)           |
| Terra batuda (4−3)    |
| Moqueta (2−0)         |

| Resultat  | Núm. | Data                   | Torneig               | Superfície   | Parella          | Oponents                         | Marcador      |
| --------- | ---- | ---------------------- | --------------------- | ------------ | ---------------- | -------------------------------- | ------------- |
| Guanyador | 1.   | 9 de setembre de 1991  | Ginebra, Suïssa       | Terra batuda | Sergi Bruguera   | Per Henricsson Ola Jonsson       | 3−6, 6−3, 6−3 |
| Guanyador | 2.   | 5 de gener de 1992     | Adelaida, Austràlia   | Dura         | Goran Ivanišević | Mark Kratzmann Jason Stoltenberg | 7−6, 7−6      |
| Guanyador | 3.   | 17 de maig de 1992     | Roma, Itàlia          | Terra batuda | Jakob Hlasek     | Wayne Ferreira Mark Kratzmann    | 6−4, 3−6, 6−1 |
| Guanyador | 4.   | 7 de juny de 1992      | Roland Garros, França | Terra batuda | Jakob Hlasek     | David Adams Andrei Olhovskiy     | 7−6, 6−7, 7−5 |
| Finalista | 1.   | 20 de juny de 1992     | Stuttgart, Alemanya   | Terra batuda | Javier Sanchez   | Glenn Layendecker Byron Talbot   | 6−4, 3−6, 4−6 |
| Guanyador | 5.   | 26 d'octubre de 1992   | Lió, França           | Moqueta (i)  | Jakob Hlasek     | Neil Broad Stefan Kruger         | 6−1, 6−4      |
| Guanyador | 6.   | 12 de juliol de 1993   | Gstaad, Suïssa        | Terra batuda | Cédric Pioline   | Hendrik Jan Davids Piet Norval   | 6−3, 3−6, 7−6 |
| Finalista | 2.   | 17 de juliol de 1995   | Gstaad                | Terra batuda | Arnaud Boetsch   | Luis Lobo Javier Sánchez         | 7−6, 6−7, 6−7 |
| Guanyador | 7.   | 5 d'octubre de 1997    | Basilea, Suïssa       | Moqueta (i)  | Tim Henman       | Karsten Braasch Jim Grabb        | 7−6, 6−7, 7−6 |
| Guanyador | 8.   | 20 de setembre de 1999 | Taixkent, Uzbekistan  | Dura         | Oleg Ogorodov    | Mark Keil Lorenzo Manta          | 7−6, 7−6      |
| Finalista | 3.   | 12 de juliol de 2004   | Gstaad (2)            | Terra batuda | Stan Wawrinka    | Leander Paes David Rikl          | 4−6, 2−6      |

### Equips: 3 (1−2)
| Resultat  | Núm. | Data                    | Torneig                              | Superfície   | Equip                                      | Oponents                                           | Marcador |
| --------- | ---- | ----------------------- | ------------------------------------ | ------------ | ------------------------------------------ | -------------------------------------------------- | -------- |
| Finalista | 1.   | 4−6 de desembre de 1992 | Copa Davis, Fort Worth, Estats Units | Dura (i)     | Thierry Grin Jakob Hlasek Claudio Mezzadri | Andre Agassi Jim Courier John McEnroe Pete Sampras | 1−3      |
| Finalista | 2.   | 6 de gener de 1996      | Copa Hopman, Perth, Austràlia        | Dura         | Martina Hingis                             | Iva Majoli Goran Ivanišević                        | 1−2      |
| Guanyador | 1.   | 20 de maig de 1996      | World Team Cup, Düsseldorf, Alemanya | Terra batuda | Jakob Hlasek                               | Petr Korda Daniel Vacek                            | 6−3, 6−4 |

## Trajectòria

### Individual
| Open d'Austràlia | A           | 1R          | 1R          | 4R | A           | 3R          | 1R          | A  | 2R          | 2R          | QF          | 2R | 2R          | A           | 1R          | 0 / 11 | 13 – 11 |
| Roland Garros | A           | 2R          | 1R          | 1R | 2R          | 1R          | 2R          | SF | 4R          | 1R          | 1R          | 2R | 1R          | A           | 1R          | 0 / 13 | 12 – 13 |
| Wimbledon | A           | 3R          | 1R          | 3R | 1R          | 2R          | 1R          | 3R | 2R          | 2R          | 2R          | 4R | 1R          | 2R          | 1R          | 0 / 14 | 14 – 14 |
| US Open | A           | 1R          | 1R          | 1R | 1R          | 3R          | 4R          | 1R | 1R          | 1R          | 1R          | 2R | 1R          | 1R          | A           | 0 / 13 | 6 – 13  |
| Jocs Olímpics | No celebrat | No celebrat | No celebrat | 1r | No celebrat | No celebrat | No celebrat | 3R | No celebrat | No celebrat | No celebrat | A  | No celebrat | No celebrat | No celebrat | 1 / 2  | 8 – 1   |
| Rànquing a final d'any | 45          | 22          | 60          | 35 | 16          | 14          | 15          | 22 | 31          | 31          | 46          | 28 | 119         | 101         | 122         |        |         |
| Llegenda: G: Guanyador; F: Finalista; SF: Semifinalista; QF: Quarts de final; Q: Qualificació; A: Absent; RR: Round Robin; NC: No celebrat |             |             |             |    |             |             |             |    |             |             |             |    |             |             |             |        |         |

### Dobles masculins
| Open d'Austràlia | A   | 2R  | 2R | A           | 2R          | A           | A   | 1R          | 1R          | A           | A   | 1R  | 0 / 6 | 3 – 6 |
| Roland Garros | 1R  | 1R  | G  | 1R          | 1R          | QF          | 1R  | 1R          | A           | A           | A   | 1R  | 1 / 9 | 9 – 8 |
| Wimbledon | A   | A   | 2R | 3R          | A           | A           | A   | A           | A           | A           | 2R  | 3R  | 0 / 4 | 6 – 4 |
| US Open | 2R  | A   | 2R | 2R          | A           | 1R          | A   | A           | A           | A           | 2R  | 1R  | 0 / 6 | 4 – 6 |
| Jocs Olímpics | NC  | NC  | QF | No celebrat | No celebrat | No celebrat | A   | No celebrat | No celebrat | No celebrat | A   | NC  | 0 / 1 | 2 – 1 |
| Rànquing a final d'any | 201 | 183 | 12 | 124         | 134         | 113         | 223 | 187         | 310         | 175         | 137 | 179 |       |       |
| Llegenda: G: Guanyador; F: Finalista; SF: Semifinalista; QF: Quarts de final; Q: Qualificació; A: Absent; RR: Round Robin; NC: No celebrat |     |     |    |             |             |             |     |             |             |             |     |     |       |       |